# 다카마쓰역 (이시카와현)
다카마쓰역(일본어: 高松駅)은 일본 이시카와현 가호쿠시에 위치한 서일본 여객철도 나나오 선의 철도역이다. 단선 · 섬식의 형태를 합친 2면 3선 구조의 복합 승강장을 갖춘 지상역이다.

## 타는 곳
| 1 | ■ 나나오 선 | 하행 | 하쿠이 · 나나오 방면   |                    |
| 2 | ■ 나나오 선 | 상행 | 쓰바타 · 가나자와 방면 |                    |
| 3 | ■ 나나오 선 | 상행 | 쓰바타 · 가나자와 방면 | 대피 · 시발 열차만 |
| 3 | ■ 나나오 선 | 하행 | 하쿠이 · 나나오 방면   | 대피 열차만        |

## 이용 현황
| 승차 인원 추이 | 승차 인원 추이 |
| 연도           | 1일 평균       |
| -------------- | -------------- |
| 2004           | 720            |
| 2005           |                |
| 2006           | 658            |
| 2007           | 663            |
| 2008           | 635            |
| 2009           | 612            |
| 2010           | 595            |
| 2011           | 585            |
| 2012           | 568            |

## 역 주변
- 국도 제159호선
- 가호쿠 시청 다카마쓰 청사
- 다카마쓰 해수욕장
- 이시카와 현립 간호 병원

## 인접 역
| 서일본 여객철도 ■ 나나오 선     | 서일본 여객철도 ■ 나나오 선 | 서일본 여객철도 ■ 나나오 선 |
| ------------------------------- | --------------------------- | --------------------------- |
| 요코야마 가나자와 · 쓰바타 방면 | 나나오 선                   | 멘덴 와쿠라온센 방면        |